# Östersund
Östersund (en suédois /œstɛˈʂɵnːd/  ) est une ville de Suède, chef-lieu de la commune d'Östersund dans le comté de Jämtland (une petite partie de la ville est située sur le territoire de la commune de Krokom). Elle est peuplée de 59 485 habitants (31 décembre 2012) ce qui en fait, de loin, la localité la plus peuplée de tout le centre-ouest suédois.
Chaque année, au mois de juin, l'Hippodrome d'Östersund accueille un festival du trot. La course-phare du week-end est le Jämtlands Stora Pris. La ville accueille également chaque année une étape de la coupe du monde de biathlon.

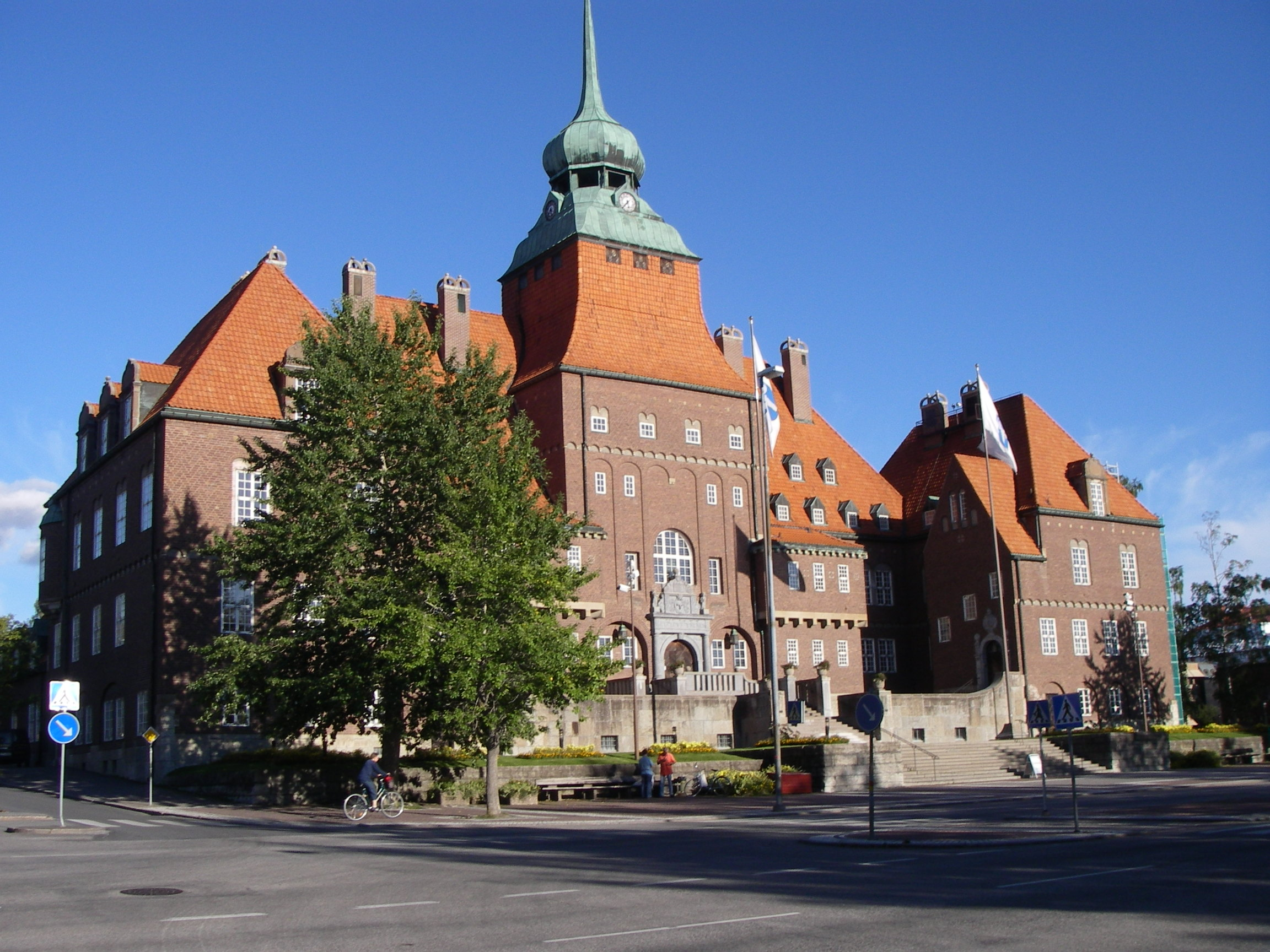
L'hôtel de ville d'Östersund.
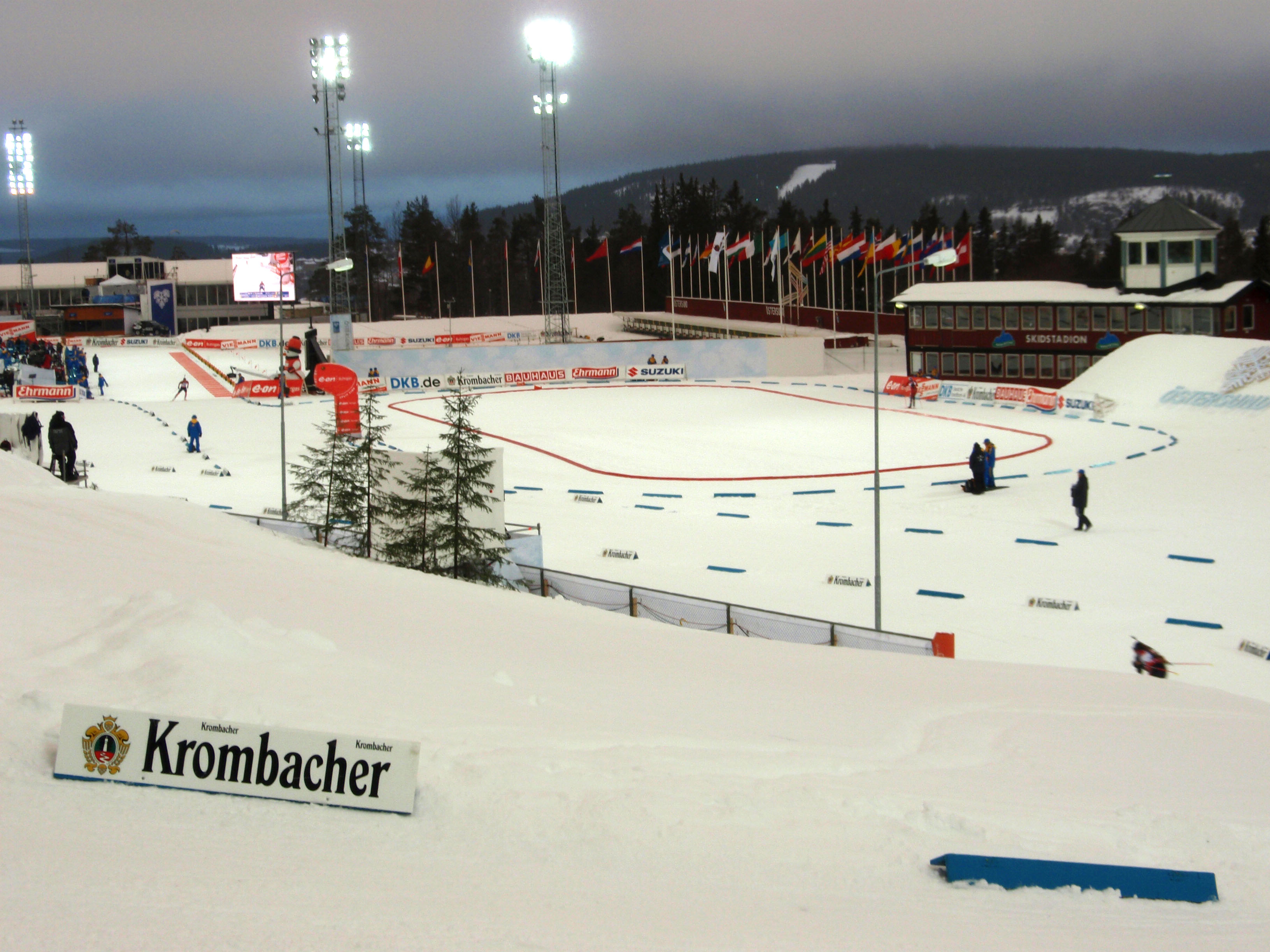
Le stade de biathlon.
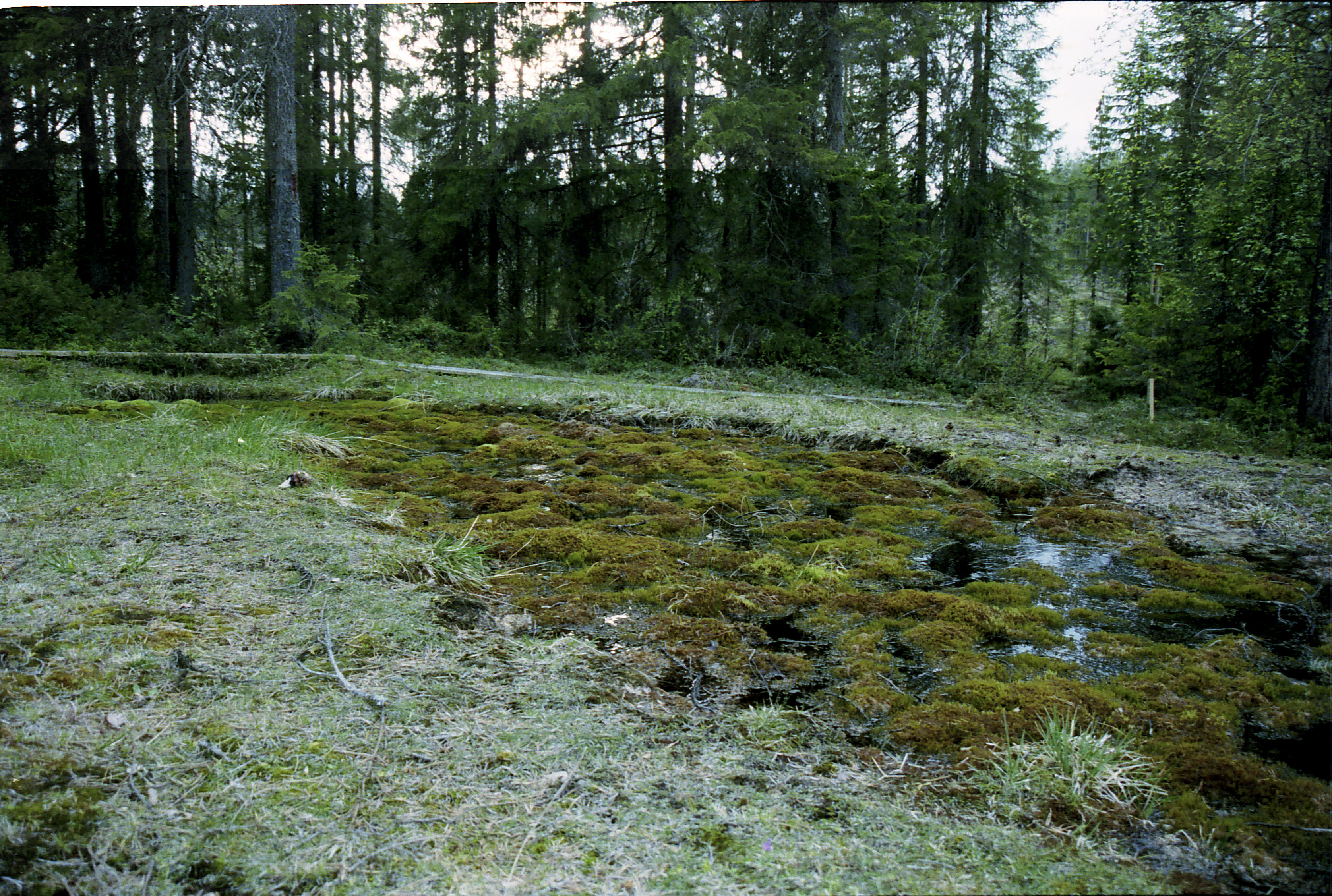
Une réserve naturelle.

## Personnalités liées
- Aeon
- Kristina Persson, ministre, née en 1945
- Rolf Lassgård, acteur et comédien, né en 1955
- Dunderpatrullen, groupe de bitpop électronique
- Alexander Edler (1986-), joueur professionnel de hockey sur glace

## Jumelages
- Odense (Danemark)
- Trondheim (Norvège)
- Sanok (Pologne)